# Eduard Orel

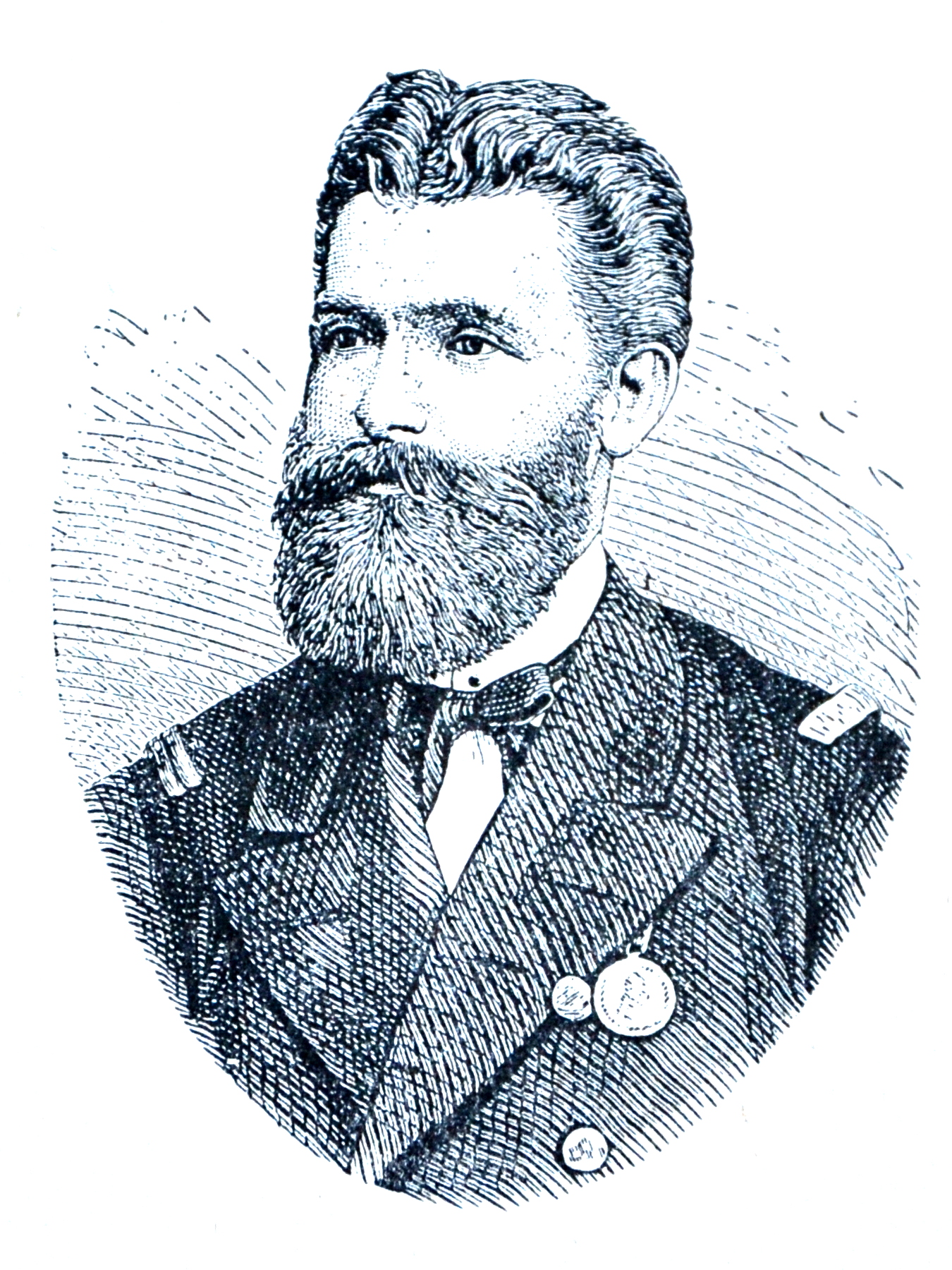
Eduard Orel

Eduard von Orel (* 5. August 1841 in Neutitschein; † 5. Februar 1892 in Miramar) war ein österreichischer Seeoffizier, Entdecker und Polarfahrer.

## Werdegang
Orel wurde in Mähren als Sohn des Magistratskanzlisten Johann Martin Orel (* 1801) und dessen Frau Anna, geborene Löffler, (* 1804) geboren. Er besuchte zunächst die Oberrealschule und danach das Polytechnische Institut. Im April 1861 begann er aufgrund seines fortgeschrittenen Alters die Ausbildung zum Marineoffizier beim Seebezirkskommando Triest. Zum 1. Mai wurde er als See-Eleve 1. Klasse auf der zu Ausbildungszwecken in der Bucht von Muggia liegenden Goelette Aretusa eingeschifft. Am 1. Juli erfolgte die Versetzung auf die Brigg Hussar. Am 5. Oktober 1861 wurde er Seekadett.
Weitere Stationen seiner Ausbildung waren u. a. das Linienschiff Kaiser und die Korvette Dandolo mit dem Einsatzgebiet der nördlichen Adria, sowie die Marineschule von Pola. Danach wurde Orel zur in Peschiera stationierten Gardaseeflottille abkommandiert. Es folgten weitere Kommandierungen nach Mantua auf die Piroge Conchiglia und auf das Segelkanonenboot X auf dem Lago Superiore. Dabei freundete er sich mit dem Bootskommandanten Gustav Brosch an.
Ende 1865 erfolgte die Versetzung zum Dienst auf See. Im März 1866 wurde er auf die Goelette Saida und im Mai 1866 auf die Panzerfregatte Prinz Eugen versetzt. Bei dem im Juni 1866 begonnenen Krieg gegen Italien zeichnete sich bei der Seeschlacht von Lissa (20. Juni 1866) aus, bei dem sein Schiff 21 Treffer erhielt und ihrerseits 234 Geschosse auf den Gegner abfeuerte. Für seinen Einsatz erhielt er die Kriegsmedaille. Am 26. Juli wurde er zum Linienschiffs-Fähnrich ernannt.

## Im Golf von Mexiko
Von Oktober 1866 bis Januar 1868 verbrachte Orel seinen Dienst auf dem Raddampfer Elisabeth.  Dieses Kommando führte ihn zunächst nach Veracruz, da dort der als Kaiser Maximilian von Mexiko amtierende Erzherzog Ferdinand Maximilian an Bord genommen werden sollte, dessen Amt nach Abzug der französischen Truppen unhaltbar geworden war. Aus dieser Zeit datiert auch seine Begegnung mit dem Schiffsfähnrich Carl Weyprecht. Zwar wurde in Veracruz der kaiserliche Besitz an Bord genommen, jedoch blieb Kaiser Maximilian an Land, um mit eigenem Heer seine Ansprüche zu sichern.
Nach der Hinrichtung Kaiser Maximilians durch Benito Juárez im Juni 1866 verlegte die Elisabeth nach New Orleans. Von dort aus wurde über 12 Monate die Herausgabe des Leichnams Maximilians verhandelt und schließlich abgeschlossen, so dass die Elisabeth über Kuba nach Triest zurückkehrte. Einige während der Reise an Typhus, Gelbfieber und Malaria und Skorbut Erkrankte wurden In Havanna zur Genesung zurückgelassen. Unter den Zurückgelassenen befand sich auch der an Malaria leidende Carl Weyprecht.

## Die Eröffnung des Suezkanals
Im Mai 1868 nahm Orel seine Tätigkeit im Hydrographischen Institut in Pola auf. Damit war er einer der wenigen Seeoffiziere, die hydrographische Forschungen für die Belange der Marine kennenlernte.
Bereits ab Oktober 1869 befand sich Orel wieder auf Elisabeth, die als Teil der kaiserlichen Flotte an der Einweihung des Suezkanals Ende 1869 teilnahm. Prominente Teilnehmer dieser Reise waren auf seiner Yacht Greif Kaiser Franz Joseph, Kaiserin Elisabeth, Vizeadmiral Wilhelm von Tegetthoff und zahlreichen Mitglieder des Hofstaates. Die Reise mit verschiedenen Aufenthalten führte über Korfu, Konstantinopel, das Schwarze Meer mit einem Aufenthalt in Varna, Athen, Beirut, Jaffa und Jerusalem und endete im Dezember 1869 in Triest.

## Die österreichisch-ungarische Nordpolarexpedition 1872–1874
Nach der Rückkehr aus der Levante nahm Orel seine Arbeit an Hydrographischen Institut in Pola wieder auf, die kurz von einer erneuten Seeverwendung auf der Goelette „Saida“ im Dezember 1870 unterbrochen wurde. Zusammen mit seinen aus den früheren Unternehmungen bekannten Gefährten Carl Weyprecht, Gustav Brosch und Heinrich von Littrow wurde bis 1872 die österreichisch-ungarische Nordpolarexpedition geplant und ausgestattet. Auf dieser Expedition fungierten Gustav Brosch als Erster und Eduard Orel als Zweiter Offizier mit Zuständigkeit für die Steuerung und Navigation des Schiffes. Zusammen mit Brosch führte er das Tagebuch der meteorologischen Beobachtungen.
Zusammen mit Julius von Payer und Antonio Zaninovich nahm er im Frühjahr 1874 an der 300 km langen anspruchsvollen 2. Landexpedition quer durch Franz-Joseph-Land bis zum bis dahin nördlichsten je von Menschen erreichten Punkt (Kap Fligely auf 81° 50′ Nord) teil. Die Polarfahrer kehrten 1874 über Hamburg reisend nach Wien heim, wo sie im September 1875 eintrafen. Im Oktober wurde Orel wie alle anderen Expeditionsteilnehmer mit dem Orden der Eisernen Krone Dritter Klasse ausgezeichnet. Mit diesem Orden war die Möglichkeit verbunden, sich um den erblichen Ritterstand zu bewerben.

## Verwalter von Schloss Miramar
Im Januar 1875 wurde Orel dem Seebezirkskommando Triest zugeteilt. Dort widmete er sich zusammen mit Carl Weyprecht und Gustav Brosch der Aufbereitung, Interpretation und Katalogisierung der auf der Expedition gewonnenen Daten. Diese Arbeiten wurden im Frühjahr 1876 weitgehend beendet. Orel hatte im Alter von bereits 34 Jahren lediglich den niedrigen Dienstgrad eines Linienschiffsfähnrich inne.
Im Oktober 1876 heiratete Orel seine erste Frau Augustine Braun. Auf Einwirken von Carl Weyprecht und Graf Wilczek war er ab Ende Juli 1876 für die Reserve freigestellt worden. Ab August 1876 wurde er Angestellter bei der Verwaltung der kaiserlichen Liegenschaften, mit Dienstsitz vermutlich im oberen Belvedere Wien. Im November 1877 wurde Orel zum Verwalter des Schlosses Miramar ernannt, dem Residenzschloss von Erzherzog Ferdinand Max nördlich von Triest. Seine Wohnung befand sich in einem heute noch bestehendem Haus im oberen Teil des Schlossparks. Neben dem Schloss Marimar oblag ihm auch die Verwaltung der Insel Lacroma bei Ragusa im ehemaliges Besitztum von Erzherzog Ferdinand Max.
Unter dem von ihm geführten Personal des Schlosses Miramar befand sich auch seit Sept. 1874 dort tätige Expeditionskoch Johann Orasch. Während seiner Tätigkeit als Schlossverwalter widmete sich Orel der Ölmalerei mit Motiven um die Polarexpedition von 1872/1874. Seine Frau verstarb im Juni 1879. In diesem Jahr wurde Orel durch den Kaiser in den Adelsstand erhoben, im November 1879 die Beförderung zum Linienschiffsleutnant ehrenhalber verliehen und sodann aus der Marine entlassen.
Es folgte im Mai 1881 die erneute Heirat mit Clara Louise Pauline Schau. Im Winter 1892 erkrankte Orel an einer Lungenentzündung und starb am 5. Februar 1892. Sein Grab befindet sich auf Friedhof von Barcola, wo er unter großen Ehren beigesetzt wurde.

## Familie
Den Ehen von Eduard Orel entstammen mit seiner ersten Ehefrau Auguste Braun der Sohn Eduard von Orel, mit der zweiten Ehefrau Clara Louise Pauline Schau die Söhne Walter und Friedrich sowie die Tochter Liesel.